# ICI-164384
ICI-164384 یک استروئید ضد استروژن و یک مشتق آلی استرادیول است که شباهت‌های نزدیکی به فولوسترانت دارد و هرگز به بازار دارویی عرضه نشد. این مادهٔ شیمیایی، آنتاگونیست خاموش گیرنده استروژن (ER) است و بر خلاف تعدیل‌کننده‌های انتخابی گیرنده استروژن (SERMs) همچون تاموکسیفن یک ضد استروژن خالص محسوب می‌شود. این دارو جهت درمان سرطان پستان توسط آسترازنکا در حال ساخت بود؛ اما به نفع داروی فولوسترانت کنار گذاشته شد که شباهت ساختاری فراوانی به ICI-164384 دارد، اما به‌مراتب قوی‌تر از آن است.